# Luna Brianda alfajaríni úrnő
Luna Brianda ( – 1412 körül), spanyolul: Brianda de Luna, születése jogán lunai grófnő, házassága révén az aragóniai Alfajarín úrnője, Luna Mária aragóniai királyné húga. Korának nagy botrányhősnője a válása miatt.

## Élete
Édesapja Lope lunai gróf, III. Artal lunai úrnak (–1323/29) és I. Konstancia, Sogorb úrnőjének fia.
Édesanyja Brianda d'Agoult (1335 körül–1406) provanszál származású úrnő, Foulques d'Agoult-nak, Sault urának és Alasacie (Alix) des Baux-nak a lánya.
Brianda volt szülei második gyermeke. Apja halála után annak birtokait nővére Mária örökölte. Brianda kétszer házasodott. Első férje Lope Ximénez de Urrea, aki apai dédnagyanyja, Eva Ximénez de Urrea révén volt a rokona. Néhány évi együttélés után Brianda 1379-ben beleszeretett elsőfokú unokatestvérének, Foix Blankának a férjébe, Cornel Lajosba, Alfajarín urába, Cornel Rajmund (Ramón Cornel) és Cardonai Beatrix fiába, aki 1357. májusában, nagybátyja, Cornel Tamás halála után lett a Cornel család feje. Ráadásul a kapcsolatukból egy kisfiú, Ferenc Lajos is született, és férje impotenciájára, valamint arra hivatkozva, hogy a házasságot nem hálták el, a frigy felbontásáért folyamodott. Az ügy nagy felzúdulást keltett Aragóniában, hiszen Brianda IV. Péter aragón király másodszülött fia, Idős Márton aragón infáns feleségének, Mária lunai grófnőnek volt a húga, így a királyi családot is közvetlenül érintette az ügy. A házasságot Montearagón apátja nem bontotta fel, amely a Cornel és az Urrea család között véres összecsapásra vezetett. Brianda és Lajos az Alfajarín vár foglyaivá váltak. Az Urrea család sok birtokot elvett a Cornel családtól, miközben IV. Péter, aki az Urrea családot támogatta, az Aragón Gyűlésre bízta a döntést, amelyen Lajos nem jelent meg. IV. Péter 1383-ban megostromolta Alfajarín várát, melyet felgyújtottak. A házasságot végül IV. Péter halála után, fiának, I. János aragóniai királynak az uralkodása idején 1391-ben bontották fel, ami után a szerelmesek végre összeházasodhattak. Lajos első felesége, Foix Blanka pedig másodszorra Hugó Rogerhez (–1418), Pailhars grófjához ment feleségül. Természetesen Brianda első házassága gyermektelen maradt, de a másodikból a fiuk mellé még született két lányuk, Brianda és Eleonóra.
Brianda és férje még több, mint egy évtizedet tölthettek együtt. Lajos 1403. szeptember 6-án végrendelkezett, de pontos halálozási dátuma nem ismeretes. Brianda ezután lányaival a nővére, az időközben Aragónia királynéjává megkoronázott Mária valenciai udvarában élt, fiát pedig királyi nagynénje a valenciai Vall de Almonacid város urává tette. Mária királyné udvarának a tagja volt még az anyjuk, Brianda lunai grófné, valamint az aragón királyné két házasságon kívül született unokája, fiának, Ifjú Márton szicíliai királynak a gyermekei, Jolán és Frigyes is. Az idősebb Brianda 1406-ban dédnagymamaként halt meg, idősebbik lánya, Mária királyné pedig ugyanennek az évnek a végén hunyt el. Brianda 1412-ben még élt, de a pontos halálozási időpontja nem ismeretes.
Brianda kalandos és botrányos életéről dráma is született José María Huici tollából, aki azonos címmel: Doña Brianda de Luna írt egy darabot az aragón királyi család tagjáról, amely 1840-ben jelent meg.

## Gyermekei
- 1. férjétől, Lope Ximénez de Urrea úrtól, elváltak, nem születtek gyermekek
- 2. férje Cornel Lajos (Luis Cornel), Alfajarín urától, 3 gyermek:
  - Ferenc Lajos (Francisco Luis Cornel), Vall de Almonacid (La Vall d'Almonesir) ura
  - Brianda (Brianda Cornel)
  - Eleonóra (Leonor Cornel)